# Finding My Road
是於2007年2月14日發行的第9張音樂單曲。這張單曲在日本榜連續4個星期入選爲單曲榜中。 日銷售量達17,594份。

## 歌曲表
1. Finding My Road
2. Fragile
3. My Dear
4. Finding My Road: SiZK "Water Drop" MiX